# Christian Escoudé
Christian Escoudé (Angoulême, 23 settembre 1947 – Soyaux, 13 maggio 2024) è stato un chitarrista jazz manouche francese.

## Biografia
Christian Escoudé nacque e crebbe ad Angoulême, nell'ovest della Francia, di discendenza rom da parte di padre e francese da parte di madre. Anche suo padre fu un chitarrista jazz manouche, influenzato egli stesso da Django Reinhardt. All'età di dieci anni, suo padre iniziò ad insegnargli a suonare la chitarra e divenne un musicista professionista all'età di quindici anni. Il suo stile venne definito come un mix di influenze bebop e gypsy jazz, caratterizzato dall'uso di vibrato, portamento e corse veloci.
Iniziò a lavorare in coppia con Aldo Romano nel 1972. Negli anni '80 inoltre, fece parte del quartetto di John Lewis. Nel corso della sua lunga carriera suonò anche con Philip Catherine per un periodo. Al compimento dei quarant'anni, firmò con la Verve Records.

## Carriera

### Anni '70 -'80
Dal 1969 al 1971 fu membro della band di Aimé Barelli, mentre a Parigi si unì al trio di Eddy Louiss, Bernard Lubat e Aldo Romano. Successivamente entrò a far parte dello Swing String System di Didier Levallet e della Michel Portal Unit.
Nel 1976 l'Académie du Jazz gli conferì il Premio Django Reinhardt. Successivamente formò un nuovo quartetto, questa volta con Michel Graillier, lo stesso Romano e Alby Cullaz, quest'ultimo presto sostituito da Jean-François Jenny-Clark. In quegli anni lavorò anche con Michel Portal, Slide Hampton, Martial Solal e Jean-Claude Fohrenbach.
Nel 1978 si esibì al Festival di Nizza insieme ad artisti del calibro di John Lewis, Bill Evans, Stan Getz, Freddie Hubbard, Philly Joe Jones, Lee Konitz e Shelly Manne. Lo stesso anno cominciò anche a partecipare all'annuale Festival de Samois, un omaggio a Reinhardt. Si esibìo al Festival de Dakar nel 1979 con il trio di René Urtreger, Pierre Michelot e Daniel Humair.
Escoudé e il chitarrista John McLaughlin nel 1980 intrapresero un sodalizio che poi li portò in tour per l'intero anno e il chitarrista francese l'anno successivo entrò a far parte del gruppo dei Martial Solal. Nel 1983 Escoudé formò il Trio Gitan con Boulou Ferré e Babik Reinhardt, figlio di Django.

### Dal 1990 in poi
Nel 1990 Escoudé riuscì a suonare al Village Vanguard di New York City accompagnato da Pierre Michelot, Hank Jones e Kenny Washington e l'anno successivo registrò un album di cover di canzoni scritte da Django Reinhardt, supportato da un'orchestra d'archi. Nel 1998 registrò A Suite for Gypsies, un album fusion jazz.
Nel 2004 fondò il New Gypsy Trio con David Reinhardt (un altro parente del defunto Django) e Martin Taylor, mentre nel 2005 pubblicò l'album Ma Ya.
Nel 2012 pubblicò l'album Christian Escoudé joue Brassens: Au bois de mon cœur, un tributo al poeta e musicista francese di fama internazionale Georges Brassens. In tale album Escoudé si avvalse della presenza del bassista Pierre Boussaguet e della batterista Anne Paceo, con ospiti la violinista Fiona Monbet, il clarinettista Andre Villeger, il chitarrista jazz zingaro Biréli Lagrène e il chitarrista gitano di 11 anni Swan Berger.

## Discografia
- Reunion (Musica, 1976)
- Christian Escoude e Alby Cullaz (Red, 1979)
- Return (Red, 1979)
- Gousti (All Life, 1980)
- Gipsy's Morning (JMS, 1981)
- Trio (JMS, 1983)
- Christian Escoude Group con Toots Thielemans (JMS, 1983)
- Tris (JMS, 1985)
- Gipsy Waltz (Mercury, 1989)
- Interpreta Django Reinhardt (EmArcy / Gitanes, 1991)
- Vacanze (EmArcy / Gitanes, 1993)
- A LA (Verve / Gitanes, 1993)
- Cookin 'in Hell's Kitchen (Verve / Gitanes, 1995)
- Al Duc Des Lombards (Verve, 1997)
- A Suite for Gypsies (EmArcy / Gitanes, 1998)
- Charentes (Elabeth, 2001)
- Paris Ma Muse (Fremeaux, 2001)
- Ma Ya. Ya (Nocturne, 2005)
- 20 Ans De Trio Gitan: Live in Marciac (Nocturne, 2007)
- Le Nouveau Trio Gitan (Nocture, 2007)
- Catalogne (Plus Loin, 2010)
- Au Bois de Mon Coeur (Universal / EmArcy, 2011)
- Saint-Germain-Des-Pres / The Music of John Lewis (Universal, 2013)